# 新晚報 (免費報紙)
《新晚報》（英語：New Evening Post）是香港一份每日傍晚發行的繁體中文免費報紙，於2012年8月20日以免費報紙形式复刊（先前是收费报纸，在1997年停刊），出紙5大張共40版。集團主席為夏萍，至2014年3月28日中午由社長夏萍在公司內部宣佈停刊，對外則稱「集團以業務重組為由在3月31日起休刊」。

## 歷史
《新晚報》原本是一份於1950年創刊的綜合性晚報。1997年7月27日，《新晚報》宣布停刊後，綜合性晚報一度於香港消失。
2012年8月20日，《新晚報》以免費報紙形式復刊；新晚報出版有限公司於2012年5月23日成立時，董事包括當時《大公報》社長姜在忠及總編輯賈西平。然而《新晚報》的廣告收入在復刊近兩個月仍然無起息，未能夠吸引香港的中資企業投放大量廣告。
另一方面，《新晚報》被同行對手口诛笔伐，令派報成本增加，曾經租用報攤的位置來擺放自取報紙，至2014年3月28日中午，由主席夏萍在公司向員工表示，復刊以來，虧蝕數千萬，決定當天起停刊。

## 財政
《新晚報》於復刊後的財政由主席夏萍一力承擔，《新晚報》為《大公報》之子報。
《新晚報》初期由《香港商報》在深圳承印，後者改由《深圳特區報》代印，卻一度拖欠印刷費用近4百萬元人民幣，在對方發出最後通牒，如果不清繳欠帳將會拒絕承印下，《新晚報》立時清付。自此，新的安排改為需要每星期繳清印刷費用，否則拒絕代印。報道指出，《新晚報》單計新聞紙成本為5角一份，連新聞紙成本在內的印刷費為1元，加上清晨6時印刷，印刷工人需要特別加班，以及將報紙運送到香港的運輸費用。統計《新晚報》每天出紙10萬份，單印刷成本高達逾10萬元，尚未包括薪酬、行政與發行等其他開銷，以免費報紙計算，其支出極龐大。
為了復刊，新晚報出版有限公司的大股東，領袖傳播集團有限公司，向香港衛視國際傳媒集團有限公司借來2000萬港元。後來由於沒有還錢，被告狀討債。在2016年5月4日，擔保人夏萍與她的丈夫霍漢，油法庭宣佈破產。

## 營運
《新晚報》發行量達至二十萬份，逢周一到周五（公眾假期除外）發行，在17時至19時遍佈全港免費派發。
從蘋果日報「隔牆有耳」專欄說，開報初期，該報以低月薪8,000元招請記者，要求應徵者有5年資歷，工作時間為朝九晚七，獲批評指為無良僱主，而am730報刊文章指，該消息經新晚報集團主席夏萍證實。
香港記者協會刊物《記者之聲》指，《新晚報》記者不夠，有時依靠其他報刊幫忙，频频出錯，例子其他報紙的照片被提早曝光在《新晚報》。

## 立場
《新晚報》有濃厚的愛國色彩，而且在9月9日立法會選舉前復刊，被質疑成為建制派的選舉宣傳機器，而新晚報集團主席夏萍描述，《新晚報》會用溫和及包容報格，沒有政治立場，強調建制派和泛民消息都會報導，亦不會報喜不報憂，又指既不是要為中央發聲，也不是主力報道選舉新聞。
《記者之聲》評論《新晚報》社論及新聞立場很破格，就好像在復刊第二日八月二十一日刊登，題為「母愛的力量」之社論。該篇社論歌頌前重庆市委书记薄熙来妻子兼裁定谋杀英国商人海伍德而被中華人民共各國合肥人民法院判处死缓的谷开来之行為，指其身為出色律師但以背離法律的方法保護兒子（薄瓜瓜），令人動容，並評論道，「母愛的力量，無私、無畏，超越一切」。